# Huaca de la Luna
Huaca de la Luna és un jaciment arqueològic del Perú, situat al nord a la regió de La Libertad, a uns 5 km al sud de Trujillo en la base del Cerro Blanco. Fet de tova, el va construir la cultura moche (mochica). Està localitzat a 500 m de Huaca del Sol, que es va construir més tard, també pels moche; entre les dues Huacas es va aixecar la capital moche. Actualment podem veure pintures policromes en les seues parets fetes fa molts anys i que sofriren els efectes de l'exposició perllongada.

## Arquitectura

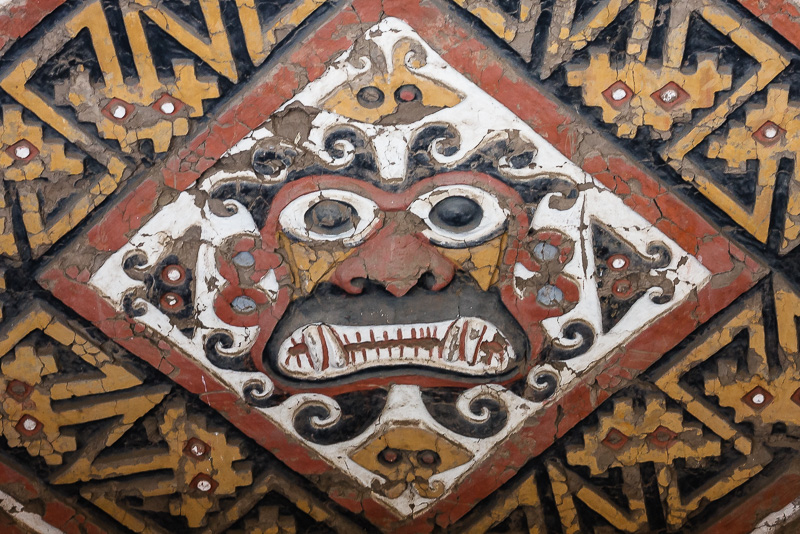
Aiapaec, principal deïtat

La Huaca de la Luna consta de tres plataformes (Plataforma I, II i III) i tres places (Places 1, 2, 3A, 3B, 3C); està delimitada per grans murs de tova que es fan servir com a àrees de interrelació. Té una base quadrada de 87 m de costat i una alçada de 21 metres. Els edificis destaquen per estar sobreposats i construïts en èpoques diferents.
Els components més importants de l'edifici són els relleus amb pintures murals de cinc colors que representen, entre altres figures, característiques i atributs de la deïtat moche anomenada Aiapaec, el déu degollador.

### Plataforma I
La Plataforma I és el nucli més alt de la Huaca de la Luna; és el resultat de diverses construccions sobreposades al llarg d'aproximadament sis-cents anys. Seguint un calendari cerimonial, l'antic temple fou soterrat per a construir-hi al damunt una nova plataforma més gran i àmplia. Fins ara sis edificis s'han identificats en la Plataforma I de la Huaca de la Luna, de l'Edifici A, que és el més recent, a l'Edifici F, el més antic.
L'interior de la Huaca s'estructura en patis, places i sales que permeten la comunicació entre aquests àmbits. N'hi ha espais coberts i galeries que presenten projectes iconogràfics en relleu o pintura mural i d'altres on no n'hi ha. La configuració de l'edifici ajuda a entendre millor l'estructura de poder en la societat, afirmant que la forma i funció estan íntimament relacionades.
Entendre l'estructura de la societat, l'estudi de l'arquitectura i del material emprat, és essencial per a determinar el desenvolupament de les forces productives.

#### Plaça 1
Estava localitzada al nord de la Plataforma I, definida com un espai obert o que limita amb les parets dels edificis annexos. S'associa a l'Edifici A, un espai ampli per a la participació d'un gran multitud en les cerimònies de la cultura moche i on els grups socials es relacionaven.

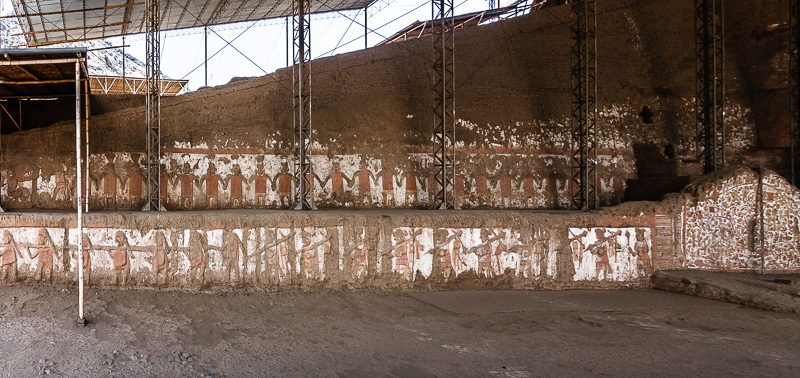
A la part inferior, processó d'esclaus. A la part superior, persones de mans donades

Les recerques de l'entorn de la Plaça 1 van determinar la funció principal del lloc a partir de l'anàlisi de l'arquitectura i quines activitats es podrien haver realitzat a la plaça:
1. Les presentacions davant de les deïtats del temple i de l'elit sacerdotal dels guerrers capturats en combat ritual. Aquesta hipòtesi, la corroboren els relleus de la Huaca de la Luna.
2. La celebració d'actes rituals relacionats amb processó fins a la Plaça 2.
3. La transferència de les restes mortals i de les ofrenes funeràries de la Plataforma I cap a la Plataforma II.

La configuració d'aquest lloc era essencial per a acomodar les multituds, i permetia l'entrada de persones al temple. Sols els més privilegiats podrien pujar als nivells superiors de la Huaca, mentre la resta observava les activitats de la Plaça 1.

#### Plaça 2
La Plaça 2 aquesta unida a la Plaça 1, però amb dimensions molt menors. S'hi trobaren elements d'arquitectura i estructures amb una funció clarament cerimonial. També mostrava senyals que havia sofert una sèrie de remodelacions constructives.
Aquest projecte arquitectònic respondria a la divisió jeràrquica de l'espai i tenia una funció cerimonial basada en la presència d'una galeria, i quatre sales menors a banda de la plaça pròpiament dita.

#### Plaça 3
La Plaça 3 se subdivideix en 3 recintes: Plaça 3A, Plaça 3B i Plaça 3C.

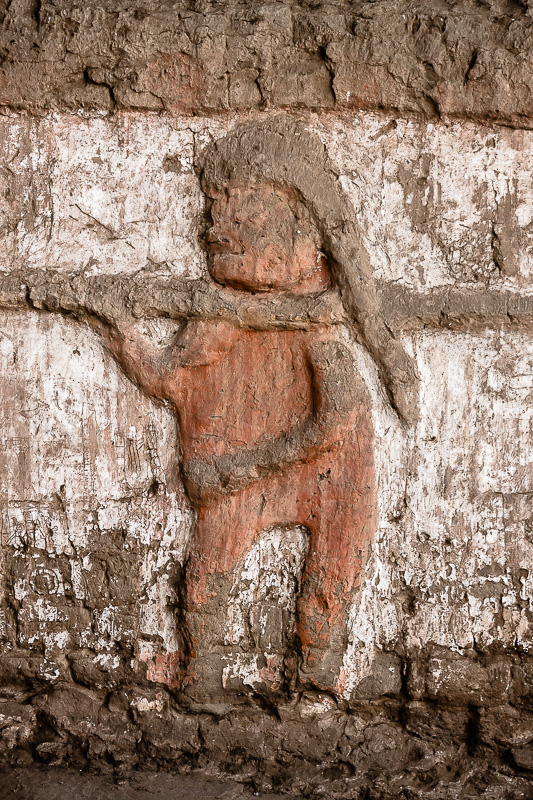
Esclau dut al sacrifici

- La Plaça 3A i la Plataforma II formaven part d'una sola unitat arquitectònica i cerimonial. Els sacrificis que es feien en aquesta plaça es concentraven al costat nord en una gran roca, en què els guerrers sacrificats quedaven exposats.
- La Plaça 3B es trobava al sud-oest de la Plaça 3A i per la presència de ceràmica es considera una àrea de sacrificis.
- La Plaça 3C complia la mateixa funció dels sacrificis i contenia esquelets humans com la Plaça 3A.[1]

La Plaça 3C estava envoltada per quatre murs que delimitaven un espai de 23 per 14 m, amb l'eix principal d'oest cap a l'est. L'interior es dividia en dues cambres, la primera de 5,8 m X 5,8 m i la segona de 3,5 m X 3,5 m, potser per a encabir presos abans de l'execució cerimonial. Una estructura rectangular situada al front del compartiment més gran es denominà altar del sacrifici o podi del sacrifici. Tenia dos nivells, amb la possibilitat de col·locar dos individus en diferents alçades. Al seu davant hi havia una petita rampa, al nord. La construcció d'aquestes estructures es relaciona amb l'execució de presoners, en què el botxí romania en l'altar i els sacrificats agenollats a la rampa inferior. Davant d'aquest recinte hi havia un banc per als individus que anirien al sacrifici.

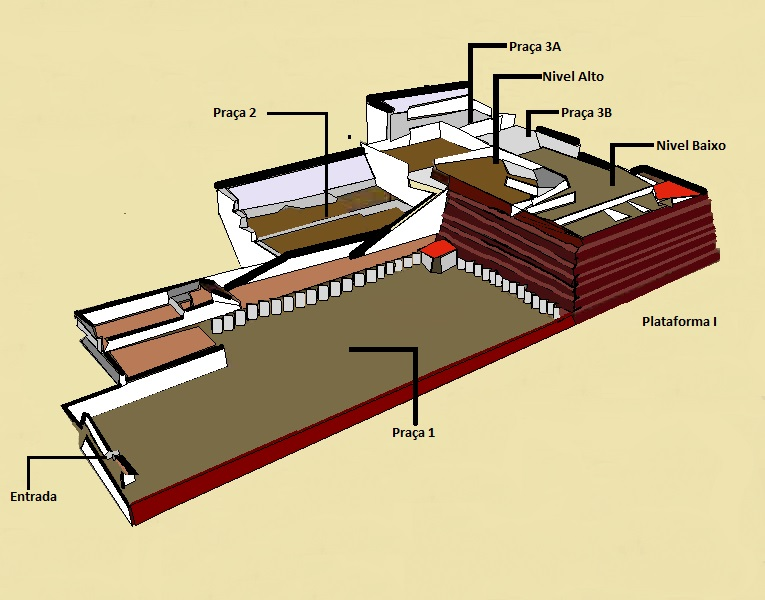
Representació aproximada de la Huaca de la Luna